# 田村藍水
田村 藍水（たむら らんすい、1718年（享保3年）- 1776年5月10日（安永5年3月23日））は、江戸時代中期の医師・本草学者。本姓は坂上、諱は登、字は元台、通称は元雄、号は藍水。子に田村西湖・栗本丹洲がいる。

## 経歴
江戸・神田の出身。15歳の時に医師である父親について医学を学び始め、後に阿部将翁から本草学を学んだ。早くから朝鮮人参に関心をもっており、元文2年（1737年）の江戸幕府から朝鮮人参の種20粒を下付されて、人参国産化の研究を命じられる。朝鮮人参の栽培の研究と合わせて諸国を巡って産物について調査を行い、宝暦7年（1757年）に弟子の平賀源内らとともに湯島で薬品会を開き、日本の本草学発展の基礎を築いた。宝暦13年（1763年）、人参栽培や諸国物産調査の功績が評価され、一介の町医から幕府医官に任じられて禄200石を与えられる。実地調査の重要性を唱えて諸国を巡り、学者のみならず、島津重豪や細川重賢ら大名とも交際を持った。朝鮮人参のみならず、甘藷や木綿の研究にも務め、栽培技術の普及にも努めた。門人に平賀源内・中川淳庵・曽占春などがおり、『人参譜』『人参耕作記』『中山伝信録物産考』『琉球物産誌』など多くの著作を著した。江戸で病死。真龍寺に墓が現存する。